# Magyarország adórendszere
Magyarország adórendszere több adónemből, illetékekből és különböző járulékokból tevődik össze, mely a vállalkozások bevételeire és magánszemélyek jövedelmére, valamint a fogyasztási cikkekre, valamint a munkavállalásra vonatkozik. Megkülönböztethetőek például a foglalkoztatással, a fogyasztással (ÁFA), a jövedéki termékekkel összefüggő adónemek. Míg Magyarországon 2013-ban összesen 55 jogcímen szedett adót az állam a vállalkozásokra és a magánszemélyekre kivetett adónemek összesítése alapján, addig 2016-ban ez az érték már 60 különböző adónem volt. Az ÁFA 2016-ban az adóbevételek 25 százalékát, a személyi jövedelemadó az adóbevételek 13,5 százalékát tette ki, míg a jövedéki adóbevétel az összes adóbevétel 7,8 százaléka volt. A társasági adó 3 százalékkal, míg a pénzügyi tranzakciós illeték több, mint 2 százalékkal járult hozzá az állam bevételeihez.

## Története
I. István vezette be a tizedet, amely: a föld hozamának a szentélyt megillető része, a papok és léviták jövedelmeként. E kultikus célú beszolgáltatás azon a gondolaton alapult, hogy a földön minden az Istené, ezért megilleti az első termés (zsengeáldozat) és mindennek a legjava.
A harmincadvám első említése 1209-ből származik. 1467-ben felváltotta a koronavám.
A kamara haszna (lucrum camerae) eredetileg az Árpád-korban azt a bevételt jelentette, amely a pénz rendszeres és kötelező beváltásából, a király pénzkibocsátási felségjogának gyakorlásának alapján történő pénzújításból származott. A kamara haszna egyszerű inflációs adó jellegű jövedelemhez juttatta a királyt. II. András idejében például az 1222. évi XXIII. törvénycikk már a pénzek évenkénti újrabeváltásáról rendelkezik.
A portális adót, vagy közismertebb nevén kapuadót 1336-ban vezették be.
A juhötvened (latinul quinquagesima ovium; szerbül travnina, a. m. ’fűpénz’) a középkori, 13–16. századi Magyarország, Erdély és Szerbia egyik adófajtája volt, amelyet az ötven juhnál vagy kecskénél nagyobb állományt birtokló román és más vlach jogú (cincár, szerb, ruszin) transzhumáló pásztorokra vetettek ki. A kirótt adót minden ötvenedik állat után kellett fizetni, kezdetben királyi regáléként, később földesúri adóként. A juhötvened beszédéséről a kenézek gondoskodtak.
I. Mátyás magyar király 1467-es pénzügyi reformja során a hivatalosan „kamara haszná”-nak nevezett kapuadót a „királyi kincstár adója” elnevezésű, a köznyelvben füstadó vagy füstpénz néven emlegetett adó váltotta fel.
A kilencedet Károly Róbert idején kezdték el szedni, majd 1351-ben Nagy Lajos egységesíttette mértékét. Hatálya 1836-ig fennmaradt, amikor is a XII. törvénycikk szüntette meg.

## Foglalkoztatással kapcsolatos adók
A foglalkoztatással kapcsolatos adókat két egymáshoz kapcsolódó, ám egymástól mégis eltérő csoportba szokás sorolni. Az egyik csoport a munkáltatók terheit növeli, míg az adók és járulékok másik csoportja a munkavállaló bruttó fizetéséből vonható le.

### A munkavállalót terhelő adók és járulékok változásai
- 2000-ben a gyermektelen munkavállalók bruttó bérének 54,68 százalékát tették ki az adók és járulékok.[5]
- 2006. szeptember 1. – Az egészségbiztosítási járulék 4%-ról 6%-ra emelkedett.
- 2009. január 1. – A nyugdíjjárulék 8,5%-ról 9,5%-ra emelkedett.
- 2010 – A tételes eho megszűnése. A munkaerőpiaci járulék bevezetése.
- 2011 – Az úgy nevezett szuperbruttósítás bevezetése. Az adójóváírás megszűnése. A nyugdíjjárulék 9,5%-ról 10%-ra emelkedett.
- 2012 – 3%-ra emelkedett a pénzbeni egészségbiztosítási járulék mértéke. Megszűnt a társadalombiztosítási járulék, melyet a 27%-os szociális hozzájárulási adó váltott fel. Szakképzési hozzájárulás bevezetése (1,5%).[6]
- 2013. január 1. – Az 1988-ban bevezetett személyi jövedelemadó kulcsa 16%-ra csökkent. A biztosítási jogviszonnyal nem rendelkező magánszemélyek által fizetendő egészségügyi szolgáltatási járulék havi 6390 forintról havi 6660 forintra emelkedett. A társadalombiztosítással kapcsolatban a munkavállalókat terhelő nyugdíj járulékalap felső határa megszűnt.[7]
- 2014-ben a gyermektelen munkavállalók bruttó bérének 49 százalékát tették ki az adók és járulékok, míg a családosok adóterhei 34,6%-ot tettek ki. Ez az OECD 34 tagállama közül a negyedik legmagasabb terhet jelentette a munkavállalók számára.[5]
- 2015. január 1. – 6810 forintról 6930 forintra emelkedett a magánszemélyek által fizetendő egészségügyi szolgáltatási járulék havi összege. A napi összeg 2015-től 231 forint lett.[8]
- 2016. január 1. – 16%-ról 15%-ra csökkent a személyi jövedelemadó mértéke. 2019-ben is marad a 15 százalékos személyi jövedelemadó kulcs.[9] A társadalombiztosítási rendszerben biztosítási jogviszonnyal nem rendelkező magánszemélyek által fizetendő egészségügyi szolgáltatási járulék összege havi 6930 forintról havi 7050 forintra emelkedett.[10]

### A munkáltatót terhelő adók és járulékok
2016-ban a munkáltatóknak dolgozóik után 27 százalékos szociális hozzájárulási adót kellett fizetniük. 
2017. január elsejétől kezdve a korábbi 27 százalékról 22 százalékra csökkent a munkáltató által fizetett szociális hozzájárulási adó mértéke.
2018-tól a versenyszféra bruttó fizetéseinek a 2017-es évben bekövetkező mértékétől tette függővé a kormányzat a szociális hozzájárulási adó csökkentését. Ha a 2017-es év első 9 hónapjában 11 százalék felett emelkednek a versenyszférában a bruttó bérek, akkor 2018-tól 2,5 százalékkal 19,5 százalékra mérséklődik a tervek szerint a szociális hozzájárulási adó mértéke. Ha kisebb lesz a bruttó bérek emelkedése, mint 11%, akkor csak 2 százalékkal, azaz 20 százalékra mérséklődik a szociális hozzájárulási adó.
- 2017. január 1. – 27%-ról 22%-ra csökkent a szociális hozzájárulási adó mértéke.
- 2018. január 1. – 22%-ról 19,5%-ra csökkent a szociális hozzájárulási adó mértéke.[12]
- 2019. január elsejétől – 19,5%-ról 17,5%-ra csökken a szociális hozzájárulási adó mértéke.[13]
- 2019. január elsejétől az egészségügyi hozzájárulás (EHO) beolvad a szociális hozzájárulási adóba.
- 2019. január elsejétől a munkáltatóknak a nyugdíjas korú foglalkoztatottak után már nem kell megfizetniük a szociális hozzájárulási adót.[9]
- 2022. január elsejétől a vállalkozásoknak nem kell megfizetni az 1,5 százalékos szakképzési hozzájárulást[14]

## Általános forgalmi adó (ÁFA)
Az általános forgalmi adó mértékének változásai, zárójelben a normálistól eltérő termékcsoportok, termékek megnevezései.
- 1988. január 1. – 25% normál esetben, kedvezményes termékcsoportokra 15%.
- 1993. január 1. – 25% normál esetben, kedvezményes termékcsoportokra 6%.
- 1993. augusztus 1. – 25% normál esetben, kedvezményes termékcsoportokra 10%.
- 1995. január 1. – 25% normál esetben, kedvezményes termékcsoportokra 12%.
- 2004. január 1. – 25% normál esetben, kedvezményes termékcsoportokra 15%, 5%.
- 2005. október 1. – 25% normál esetben, kedvezményes termékcsoportokra 20% (üzemanyagok), 15% és 5%.
- 2006. január 1. – 25% normál esetben, kedvezményes termékcsoportoknál 15% és 5%.
- 2006. szeptember 1. – 20% normál esetben, kedvezményes termékcsoportokra 5%.
- 2009. július 1. – 25% normál esetben (húsok, zöldségek, gyümölcsök), kedvezményes termékcsoportokra 18% (tej és tejtermékek, kenyér, kifli, zsemle, gabonapehely, távhő szolgáltatás) és 5%.[15]
- 2012. január 1. – 27% normál esetben, kedvezményes termékcsoportokra 18% és 5%.[16]

Az ÁFA mértéke általánosságban 27% volt 2014-ben, melyet egy 5%-os és egy 18%-os kulcs egészített ki.
- 2016. január 1. – 27% normál esetben, kedvezményes termékcsoportokra 5% (sertéshús).[17]
- 2017. január 1. – Az éttermi szolgáltatások áfatartalma 27%-ról 18%-ra változott helyben történő fogyasztás esetén. (Házhoz szállításnál továbbra is 27% maradt az adókulcs mértéke.) 5% lett a friss tej,[18] a tojás és a baromfihús általános forgalmi adója.[19] Az internetszolgáltatás Áfája 27 százalékról 18 százalékra változott.
- 2018. – Az éttermi szolgáltatások ÁFA-tartalma 5%-ra változik.[20] Az internetszolgáltatás Áfája 18 százalékról 5 százalékra változott.[21] 27 százalékról 5 százalékra csökkent a halételek, halhús árának ÁFA tartalma.[22]
- 2019. január elsejétől az UHT és az ESL tejtermékek ÁFA kulcsa 5 százalékra csökken.[9]

## Népegészségügyi termékadó
A népegészségügyi termékadó 2011. szeptember 1. óta hatályos adónem Magyarországon. Az adót az Áfához hasonlóan az eladó fizeti be a Nemzeti Adó- és Vámhivatalhoz, ám a fogyasztói árba van beépítve, tehát a fogyasztó fizeti meg a törvény hatálya alá eső termékek megvásárlásával. Az adó mértéke üdítőitaloknál 5 forint/liter, energiaitaloknál 250 forint/liter, előrecsomagolt cukrozott készítmény esetén 100 forint/kg, sós snack esetén 200 forint/kg, ételízesítő esetén 200 forint/kg.
A népegészségügyi termékadó rátája 2019-től átlagosan 20 százalékkal emelkedik.

## Jövedéki adó

### Dohánytermékek
- 2016. szeptember 1. – A dohánytermékek jövedéki adója emelkedett annak az adóemelésnek keretén belül, amely során 2017. decemberéig összesen 29 százalékkal emelkedik az érintett termékcsoport jövedéki adójának mértéke.
- 2018. szeptember elsejétől 30-40 forinttal emelkedik a dohánytermékek ára a jövedéki adókulcs változása miatt.
- 2019. január elsejétől 30-40 forinttal emelkedik a dohánytermékek ára a jövedéki adókulcs változása miatt.
- 2019. július elsejétől 30-40 forinttal emelkedik a dohánytermékek ára a jövedéki adókulcs változása miatt.[9]

### Üzemanyagok
- Az üzemanyagok jövedéki adóját a hordónkénti 50 dolláros világpiaci árhoz igazította a törvényhozás, amelynek értelmében a kívánt szint alatti olajárak esetén jövedéki adóemelés lépett életbe az államháztartás egyensúlyának és az ÁFÁ-ból és jövedéki adóból való bevételek biztosítása érdekében. A gázolaj többek közt a 10, míg a benzin többek közt az 5 forintos jövedéki adóemelés miatt vált drágábbá.[24][25][26]

## Néhány speciális adótételekkel terhelt termék adójának összetétele
A benzin kiskereskedelmi, azaz fogyasztói árának adó és járuléktételei a következőképpen alakultak 2015-ben: 21% ÁFA, 1% KKKSZ-díj (Kőolaj Készletező Szövetség), 33% jövedéki adó, 33% termelői ár, 12 százalékot a kiskereskedelmi és a nagykereskedelmi árrés tett ki.
A gázolaj árának összetétele a következő volt 2015-ben: 21% ÁFA, 1% KKKSZ-díj, 31% jövedéki adó, 31% termelői ár, 16 százalékot a kiskereskedelmi és a nagykereskedelmi árrés tett ki.

## Befektetések adózása
Ellenőrzött tőkepiaci ügyletre (Befektetési szolgáltató, vagy befektetési szolgáltató közreműködésével) kötött értékpapír-, vagy részvényügylet, melynek eladása nem számít kamatjövedelemnek; tehát a határidős ügylet, opciós ügylet; devizára, vagy valutára kötött pénzügyi elszámolással záródó azonnali ügylet, árura kötött ügyleten szerzett nyereséget 15 százalékos személyi jövedelemadó terheli. Ide tartozik az osztalék-, vagy az árfolyamnyereség is. 2014-ben az ellenőrzött tőkepiaci ügyletek után, illetve az EGT tagállamok piacain vett értékpapírok után fizetett osztalék után nem kellett ehot fizetni.
14 százalékos eho terheli a jövedelmet, ha EGT tagállam tőzsdéin kívül vásárolt részvény után illet meg minket osztalékjövedelem. Ezen esetben az eho összege maximum 450 000 forint lehet.
A felszámított adó alapját az elért összes nyereségből kivont veszteség, illetve a szolgáltató által felszámított jutalékok, számlavezetési díjak összege csökkenti. A bevallást a pénzügyi szolgáltatást nyújtó vállalkozás kimutatásai igazolják, ide tartoznak a számlaértesítők is.
Hitelpapírok, kötvények, befektetési jegyek esetén a pénzügyi szolgáltató vonja le a befizetendő adó összegét, melyről az adóbevallásban sem kell adatot feltüntetni. Ezen papírok esetén 15 százalék kamatadót kell megfizetni minden nyereség után, 6 százalékos EHO megfizetése azonban csak akkor szükséges, ha állampapírokba, vagy állampapírokra legalább 80 százalékban építő alapokba fektette a befektető a pénzét és innen szerzett nyereséget.
Tartós befektetési számla esetén a hároméves lejárati idő előtt a számla megszakítása esetén 16% személyi jövedelemadó, valamint 6% eho terheli a megszerzett jövedelmet. Az adó 10% a hároméves lekötési időszak után, illetve 10% akkor is, ha a 2 éves hosszabbítási időszakban mondja fel a befektető a számlát.
Ingatlanok bérbeadása után évi 1 000 000 forintot meghaladó jövedelem után fizetni kellett még a 2017-es adóévben az egészségügy hozzájárulás (eho) 14 százalékos összegét, valamint a 15 százalékos személyi jövedelemadót.
2018. január elsejétől már nem kell fizetni egészségügy hozzájárulást, csak a 15 százalékos személyi jövedelemadó összegét az ingatlanjövedelmek után.

## Különadók
A különadók ideiglenes adók, melyek jellemzően néhány évig maradnak csak érvényben, amíg a kormány rendkívüli bevételi igénye nem csökken vagy azt nem elégíti ki más forrásból (pl. hitelekből).
2009-ben négy, 2015-ben tizenöt különadó volt érvényben. Ugyanezen időszakban az ezekből származó állami bevételek tizenkétszeresükre, évi 600 milliárd forintra nőttek.
A 2010-ben, a második Orbán-kormány által bevezetett négy különadót bevezetésükkor hivatalosan két évre tervezték, azonban már ugyanazon évben kiderült, hogy a kormány legalább négy évig számol a belőlük származó bevételekkel.
Ezek közül a Bankadó végül 2019-ben szűnt meg.

### Bankadó
A bankadót, vagy más néven banki különadót 2010-ben vezette be a második Orbán-kormány. Mértékének felső határa 2010 és 2015 között előbb 0,45 százalék, majd 0,53 százalék volt. 2016-ban mértékének felső határa 0,24 százalékra csökkent, 2017. január elsejétől 0,21 százalékra csökkent. Az adó alapja korábban a 2009. évi korrigált mérlegfőösszeg volt. 2017-től a 2015. évi korrigált mérlegfőösszeg képezi az adó alapját. Alsó adókulcsa (50 milliárd forintos adóalap alatti összeg esetén) 2010 és 2017 között változatlanul 0,15 százalék maradt. Felső adókulcsa 50 milliárd forintos adóalap feletti összeg esetén fizetendő.
A pénzintézeteknek 6,3 milliárd forintos hitelintézeti járadékot kellett fizetniük 2010 és 2016 közt, majd ezt 2017-től eltörölték.
2019. január elsejétől megszűnik a hitelintézeti különadó.
Korábban hasonló adót vezetett be az első Gyurcsány-kormány is. Ez 2005. január 1. és 2007. december 31. között volt érvényben.

### Hipermarketadó
A bolti kiskereskedelmi tevékenységet végző cégek különadóját 2010-ben vezette be a második Orbán-kormány.

## Telefonadó
A telefonadót, vagy hivatalos nevén a távközlési adót 2012-ben vezette be a második Orbán-kormány.
A 2017–2020-as időszakban évi 54 milliárd forint extra bevétele származott ebből az államnak.

## Közműadó
A közműadót 2013. január 1-től vezette be a második Orbán-kormány.

## Pénzügyi tranzakciós illeték
A pénzügy tranzakciós illetéket
2012-ben vezette be a második Orbán-kormány.
Mértékét 2013 augusztusától emelték.
2019. január elsejétől a magánszemélyek 20 000 forintot el nem érő összegű online fizetései mentesülnek ezen illeték megfizetése alól.
Helyette fix éves díjat vezetett be a negyedik Orbán-kormány.

## Magánszemélyek ügyintézéssel kapcsolatos illetékei
2017. március 23-tól több korábbi illeték megfizetésének kötelezettsége változott meg. A 65 év feletti magyar állampolgárok díjmentesen válthatják ki útlevelüket. Évente kettő alkalommal díjmentesen lehet lekérdezni az elektronikus, nem hiteles tulajdoni lapon közölt adatokat. Díjmentessé vált az anyakönyvi kivonat kiállítása. A Családi Otthonteremtési Kedvezmény kiváltásához szükséges igazolások is díjmentesen beszerezhetővé váltak.

## Vállalkozásokat terhelő adók
Az étkezőhelyi vendéglátással foglalkozó vállalkozások által helyben készített készített étel- és nem alkoholtartalmú italfogyasztás után 2017-től 4% mértékű turizmusfejlesztési hozzájárulást kell majd fizetni.
A vállalkozásokat terhelő társasági adó (vállalati nyereségadó) mértéke 1997-től a következőképpen változott (2018. májusi állapot szerint), főszabály szerint:
- 1997-től 2003-ig 18%
- 2004-től 2005-ig 16%
- 2006-tól 2007-ig 16%, de 5 millió Ft adóalap alatt 10% (bizonyos feltételek teljesítése esetén)
- 2008-tól 2009-ig 16%, de 50 millió Ft adóalap alatt 10% (bizonyos feltételek teljesítése esetén)
- 2010-től 2016-ig 19%, de 500 millió Ft adóalap alatt 10%
- 2017-től 9%. (2019-ben is 9 százalék marad a vállalati nyereségadó ( társasági adó) mértéke.
- A KIVA (Kisvállalati adó) alá eső bevételek értékhatárai 2018. december elsejétől változnak, ezért már 2019. január elsejétől a KIVA hatálya alá lehet kerülnie a vállalatoknak. A korábbi 500 millió forint helyett 1 milliárd forintra nő a bevételi értékhatár.
- 2018. december 20-ig választhatják még a vállalkozók az egyszerűsített vállalkozói adót. Aki már korábban is ezt az adónemet választotta, az továbbra is maradhat az EVA rendszerén belül.
Alacsony vagy negatív társasági adóalap esetén bizonyos esetekben vélelmezett adóalap kerülhet megállapításra.

## Ingatlantulajdonokra kivetett adónemek
Háromféle jogcímen róhatnak ki az önkormányzatok az ingatlantulajdonokra adót: kommunális adó, telekadó, építményadó. Ezeknek mértéke településenként, Budapesten belül pedig kerületenként eltérhet egymástól. Bizonyos településeken, kerületekben nem szednek ingatlanadót az önkormányzatok.

## Gépjárművekre kivetett adók
Az elektromos és hibrid meghajtású motorkerékpárok regisztrációs adója 2019. január elsejétől 0 százalékra csökken. A kis- és középkategóriás motorkerékpároknál a regisztrációs adó 2019 január elsejétől csökken.

## Bevándorlási különadó
2019. január elsejétől a bevándorlást segítő magyarországi tevékenység vagy Magyarországon székhellyel rendelkező szervezet bevándorlást segítő tevékenységének anyagi támogatása után bevándorlási különadót kell megfizetni, amelynek adóalapja az anyagi támogatás értéke, és a megfizetendő adó 25 százalékot tesz ki.